# Bahnstrecke Kaschgar–Andijon
| Kaschgar–Andijon         | Kaschgar–Andijon |
| ------------------------ | ---------------- |
| Streckenlänge:           | 486 km           |
| Spurweite:               | 1435 mm/1520 mm  |
| Streckengeschwindigkeit: | 120 km/h         |
|                          |                  |

Die Bahnstrecke Kaschgar–Andijon ist eine geplante 486 Kilometer lange Bahnstrecke, die die Eisenbahnnetze Chinas und Usbekistans über das Territorium Kirgisistans verbinden soll, um sie langfristig im Rahmen der Neuen Seidenstraße an das europäische Eisenbahnnetz anzuschließen. Die Kosten werden auf 8 Milliarden Dollar geschätzt.
Durch den Bau will die kirgisische Seite unter anderem durch den Zugang zu chinesischen Häfen eine bessere wirtschaftliche Integration Kirgisistans und die industrielle Entwicklung des Ferghanatals erreichen. Die neue Strecke wird die Eisenbahnverbindung zwischen China und Europa um etwa 900 Kilometer verkürzen und eine die Beförderung von Gütern zwischen beiden Zielen in 15 Tagen ermöglichen.

## Geschichte
2003 führte die chinesische Regierung eine erste Machbarkeitsstudie durch, die zu einem positiven Ergebnis kam.
Zwischen den drei beteiligten Staaten fanden langwierige Diskussionen über den Trassenverlauf statt. Während China und Usbekistan vor allem auf eine möglichst kurze Strecke für den Transitverkehr zielten, ging es Kirgistan bei dem Projekt auch um die eigene Landeserschließung. Auch Russland war gegen das Projekt, da es eine Konkurrenz zu Verkehrskorridoren bedeutet, die Russland kontrolliert. Ursprünglich war der Baubeginn für 2022 geplant.
Im Juni 2024 einigten sich die Staatschefs von China, Kirgistan und Usbekistan endgültig auf den Bau. Am 27. Dezember 2024 fand in Dschalal-Abad, Kirgistan, die Zeremonie statt, mit der der Projektstart eingeleitet wurde.

## Technische Daten
China präferierte für die Bahnstrecke die in China und Europa verwendete Normalspur (1435 mm), während die kirgisische Seite auf russischer Breitspur (1520 mm) bestand. Im Januar 2023 wurde ein Plan vorgelegt, nach dem der Spurwechsel bei Makmal in Kirgisistan erfolgen soll.
Die Bahnstrecke wird eingleisig gebaut und zunächst nicht elektrifiziert, was aber als späterer Ausbauschritt vorgesehen ist. Die zulässige Höchstgeschwindigkeit soll 120 km/h betragen. Angestrebt ist eine Kapazität von 12 Mio. Tonnen im Jahr.

## Trassenverlauf
Nach einer langen Diskussion über die Streckenführung durch Kirgisistan wurde die nördliche Route gewählt. Diese führt von der chinesischen Stadt Kaschgar (Endpunkt der Xinjiang-Südbahn) über die Grenze bei Torugart durch das Tal des Arpa über Makmal, Dschalalabat und Ösgön nach Andijon in Usbekistan. Hier besteht Anschluss an das Netz der Usbekischen Eisenbahn.
Die Länge des chinesischen Abschnitts beträgt 165 km, die des kirgisischen 312 km.
In Kirgisistan soll die Strecke das Ferghanagebirge mit einem langen Tunnel unterqueren. Insgesamt erhält die Strecke 41 Tunnel, 81 Brücken und 18 Bahnhöfe.

## Bau
Zum Bau der Strecke wurde eine eigene Gesellschaft gegründet, die in englischsprachiger Quelle als China-Kyrgystan-Uzbekistan Railway Company bezeichnet wird. Sie gehört zu 51 % der Volksrepublik China und zu je 24,5 % Kirgistan und Usbekistan. Der Bau soll im Juli 2025 beginnen und 2031 abgeschlossen werden.